# Osman Nurməhəmmədov
Osman Abdulvagabovich Nurməhəmmədov (21 maggio 1998) è un lottatore azero, specializzato nella lotta libera, vincitore della medaglia di bronzo ai mondiali di Oslo 2021 e agli europei di Varsavia 2021.

## Palmarès
| Anno | Manifestazione | Sede     | Evento | Risultato | Note |
| ---- | -------------- | -------- | ------ | --------- | ---- |
| 2021 | Europei        | Varsavia | 92 kg  | Bronzo    |      |
| 2021 | Europei U23    | Skopje   | 92 kg  | Argento   |      |
| 2021 | Mondiali       | Oslo     | 92 kg  | Bronzo    |      |
| 2022 | Europei        | Budapest | 92 kg  | Bronzo    |      |

## Altre competizioni internazionali
2020
- Bronzo negli 86 kg allo Yasar Dogu ( Istanbul)
- Argento negli 86 kg al Grand Prix di Mosca ( Mosca)

2021
- Argento nei 92 kg al Grand Prix de France Henri Deglane ( Nizza)
- 9º nei 92 kg all'International Ukrainian Tournament ( Kiev)